# Douglas A-33
Il Douglas A-33 (noto anche con la designazione di fabbrica Model 8A-5) era un cacciabombardiere realizzato dall'azienda statunitense Douglas Aircraft Company nei primi anni quaranta.
Nel corso della seconda guerra mondiale venne impiegato dall'aviazione norvegese e dalla United States Army Air Forces esclusivamente per compiti di addestramento.

## Storia del progetto
Il Douglas A-33 nacque come ultimo sviluppo del precedente Northrop A-17: infatti, dopo che la Northrop Aviation Corporation era stata incorporata dalla Douglas, la più recente versione del Northrop Gamma 2F acquisì la denominazione di Douglas 8A-5. Per altro alcune delle fonti reperite, riportano ancora la denominazione della Northrop come costruttore.
Le modifiche apportate al velivolo prevedevano l'impiego di un motore in grado di esprimere maggiore potenza e l'incremento della dotazione offensiva.
La Norvegia, nei primi mesi del 1940, ordinò trentasei esemplari del Model 8A-5 che, tuttavia, non poterono essere consegnati in tempo prima dell'invasione tedesca.

## Tecnica

### Struttura
Analogamente al predecessore A-17, a sua volta derivato dal velivolo da trasporto Northrop Gamma, l'A-33 era un monoplano monomotore, ad ala bassa, dalla struttura interamente metallica.
La fusoliera presentava sezione circolare ed ospitava i due membri dell'equipaggio disposti in tandem, con il posto del navigatore/mitragliere orientato in senso opposto alla direzione del volo.
L'ala era caratterizzata da un primo tratto dal disegno completamente piano e dalla seconda parte, corrispondente a circa i tre quarti della lunghezza, con angolo di diedro positivo. Le ali avevano il bordo d'attacco posizionato nella sezione anteriore della fusoliera ed ospitavano, all'interno dello spessore alare, una parte dell'armamento. Come già nell'A-17, caratteristica peculiare del velivolo erano i flap perforati, disposti tra gli alettoni, in funzione di aerofreno. L'impennaggio era di tipo classico, con il piano orizzontale disposto al di sotto della deriva e del timone.
Il carrello d'atterraggio retrattile era di tipo triciclo posteriore; le gambe di forza anteriori (a singola ruota) si ritraevano verso l'interno del velivolo rientrando nello spessore alare dal quale sporgevano, disposte di piatto, le parti esterne delle ruote.

### Motore
Il motore dell'A-33 era il radiale a nove cilindri Wright R-1820 Cyclone nella versione GR-1820-G205A, capace di erogare la potenza di 1 200 hp, corrispondente a 895 kW. L'elica era di tipo tripala, metallica.

### Armamento
Il Douglas A-33 era armato complessivamente con otto mitragliatrici: quattro di queste, calibro .30 in, erano sistemate nello spessore alare ed altre due (calibro .50 in) trovavano alloggiamento sotto le ali, in apposite carenature. Le ultime due, ancora calibro .30 e tra loro abbinate, erano a disposizione del navigatore nell'abitacolo posteriore.
I carichi offensivi erano costituiti da bombe alloggiate sotto le ali, per un peso massimo trasportabile di 1 600 lb (pari a 816 kg).

## Impiego operativo
I trentasei velivoli oggetto dell'ordine da parte della Norvegia, realizzati tra il mese di ottobre del 1940 ed il gennaio del 1941, furono presi in carico dal governo norvegese in esilio ed assegnati al centro di addestramento costituito in territorio canadese presso l'Aeroporto di Toronto-Island, struttura ufficialmente denominata Flyvåpnenes Treningsleir (in lingua norvegese, campo di addestramento dell'aviazione), ma nota anche con il nomignolo di Little Norway.
La successiva decisione di attuare il processo di formazione dei propri piloti nei reparti della RAF e della RCAF fece dichiarare i Dougas A8-5 come "surplus" da parte dell'aviazione norvegese; nel mese di agosto del 1941 una proposta di acquisto per 18 esemplari venne avanzata dalle autorità peruviane ma gli Stati Uniti d'America posero il veto alla vendita in quanto vi era il timore che gli aerei potessero essere impiegati contro il vicino Ecuador.
Anche la proposta di assegnare i velivoli all'Unione Sovietica, inserendoli tra il materiale oggetto del Lend-Lease Act, venne vanificata dal veto norvegese.
Secondo una delle fonti reperite, alla fine questi 18 esemplari vennero presi in carico dall'USAAF che, pur assegnando loro la denominazione A-33 (identificativa di un aereo da attacco al suolo) li impiegò esclusivamente nel ruolo di addestratori; sempre secondo la medesima fonte altri 13 aerei furono assegnati al Perù nel 1943, prestandovi servizio fino al 1958 quando furono sostituiti dai Douglas B-26 Invader.
Altri invece, pur confermando l'impiego per l'addestramento, indicano che il totale degli aerei acquisiti dall'USAF ammontò a 31.

## Utilizzatori
Norvegia
- Hærens Flyvevesen
  - Flyvåpnenes Treningsleir (nota anche come Little Norway)

 Perù
- Cuerpo de Aviación del Perú

 Stati Uniti
- United States Army Air Forces